# Markus Finbergs
Markus Finbergs (hebräisch מרקוס פינברג; * 14. Oktoberjul. / 27. Oktober 1908greg. in Riga; † 22. September 2005 in Jerusalem) war ein lettisch-israelischer Fußball- und Tischtennisspieler.

## Karriere und Leben
Markus Finbergs wurde im Jahr 1908 in Riga, der Hauptstadt des Gouvernement Livland, in die Familie von Hirš Finbergs (auch Hirsch Finberg, 1873–1932) und dessen Frau Kreine (geb. Teitelbaum, 1878–1951) geboren. Er arbeitete Anfang der 1930er Jahre in der Sockenfabrik Habek.
Seine Fußballkarriere begann Finbergs 1926 bei Hakoah Riga. Im Jahr 1931 wechselte Finbergs zum Erstligisten ASK Riga, während er seine Wehrpflicht absolvierte. Mit dem Armeeverein wurde er in der Saison 1932 lettischer Meister. Im Titeljahr kam er in acht von 15 Spielen zum Einsatz. Nach seiner Zeit beim ASK spielte er für Hakoah Riga 1934 eine weitere Saison in der Virslīga.
Finbergs wurde als Tischtennisspieler zwischen 1927 und 1930 viermal in Folge lettischer Meister und war mehrfacher Teilnehmer für Lettland an Weltmeisterschaften. 1938 nahm er mit der palästinensischen Mannschaft an der Weltmeisterschaft teil. Während des Zweiten Weltkriegs spielte er für die Tischtennisabteilung von Maccabi Tel Aviv. Nach dem Krieg vertrat er Israel bei den Tischtennisweltmeisterschaften.
1935 verließ Finbergs Lettland in Richtung Palästina und blieb dort wahrscheinlich nach der Makkabiade, an der er selber teilnahm.

## Weblink
- Lebenslauf bei kazhe.lv (lettisch)

| Personendaten    | Personendaten                                         |
| ---------------- | ----------------------------------------------------- |
| NAME             | Finbergs, Markus                                      |
| KURZBESCHREIBUNG | lettisch-israelischer Fußball- und Tischtennisspieler |
| GEBURTSDATUM     | 27. Oktober 1908                                      |
| GEBURTSORT       | Riga, Gouvernement Livland                            |
| STERBEDATUM      | 22. September 2005                                    |
| STERBEORT        | Jerusalem, Israel                                     |